# Friedhelm Holtgrave
Friedhelm Holtgrave (* 14. Juli 1944; † 21. März 2021) war ein deutscher Fußballspieler.

## Werdegang
Der Abwehrspieler Friedhelm Holtgrave begann seine Karriere beim TuS Recke im Tecklenburger Land und wechselte Mitte der 1960er Jahre zu Minden 05, mit dem er in der seinerzeit viertklassigen Landesliga Westfalen spielte. Im Sommer 1967 wechselte Holtgrave zum Regionalligisten VfL Osnabrück. Mit den Osnabrückern wurde er 1969, 1970 und 1971 Meister der Regionalliga Nord und 1972 noch einmal Vizemeister. In diesen Jahren qualifizierte sich der VfL jeweils für die Aufstiegsrunde zur Bundesliga, wo die Osnabrücker jedes Mal an einem Vertreter der Regionalliga West scheiterte. In der Winterpause der Saison 1972/73 wechselte Holtgrave zum SV Meppen, mit dem er 1974 die Qualifikation für die neu geschaffene 2. Bundesliga verpasste. Insgesamt absolvierte Holtgrave 174 Regionalligaspiele (17 Tore) für Osnabrück und 46 Regionalligaspiele (acht Tore) für Meppen.
Holtgrave wechselte daraufhin zum Bünder SV, wo er in der Saison 1974/75 Spielertrainer war. Danach beendete er seine aktive Karriere und wurde Trainer der Bünder, mit denen er sich 1978 für die neu geschaffene Oberliga Westfalen qualifizierte. Anschließend trainierte er noch die westfälischen Amateurvereine Westfalia Westerkappeln, Preußen Lengerich und Cheruskia Laggenbeck. Im Oktober 2002 übernahm er für eine Übergangszeit den Trainerposten bei Sportfreunde Lotte. Der bisherige Trainer Hans-Georg Pohlmann war entlassen worden und Holtgrave sprang über die Zeit der Trainersuche bis zum Antritt von Klaus Bienemann in der zweiten Saisonhälfte ein.
Hauptberuflich arbeitete Friedhelm Holtgrave als Ingenieur in der Verwaltung vom Kreis Steinfurt und lebte in Lotte.